# Dippenaaria luxurians
Genre
Espèce
Dippenaaria luxurians, unique représentant du genre Dippenaaria, est une espèce d'araignées aranéomorphes de la famille des Anapidae.

## Distribution
Cette espèce est endémique du Cap-Oriental en Afrique du Sud,.

## Publication originale
- Wunderlich, 1995 : Drei bisher unbekannte Arten und Gattungen der Familie Anapidae (s.l.) aus Süd-Afrika, Brasilien und Malaysia (Arachnida: Araneae). Beiträge zur Araneologie, vol. 4, p. 543-551.